# 阪急6300系電車
阪急6300系電車（はんきゅう6300けいでんしゃ）は、阪急電鉄（阪急）の特急形電車。派生番台である6330形（6330系）の8両編成1本とあわせて8両編成9本計72両が製造された。
本記事では、解説の便宜上大阪梅田方先頭車+F（Formation=編成の略）を編成名として記述する（例：6350以下8両編成=6350F）。

## 概要
京都本線の特急で運用されていた2800系は予備車なしでのフル稼働状態が続き、車両検査時や運用の都合でロングシート車による代走を余儀なくされることがあった。2800系を1編成増備する案も持ち上がったが、登場から10年以上が経過しているため新設計とすることとなり、1975年（昭和50年）に本形式が登場した。
6300系の第1編成は1975年（昭和50年）7月31日に営業運転を開始した。本形式の接客設備が好評だったことから特急車を本形式に全面的に統一することとなり、置き換えられた2800系は一般車への格下げ改造が行われている。
1976年（昭和51年）に鉄道友の会ブルーリボン賞を受賞した。2021年（令和3年）3月現在、阪急のブルーリボン賞受賞車は本系列が唯一である。

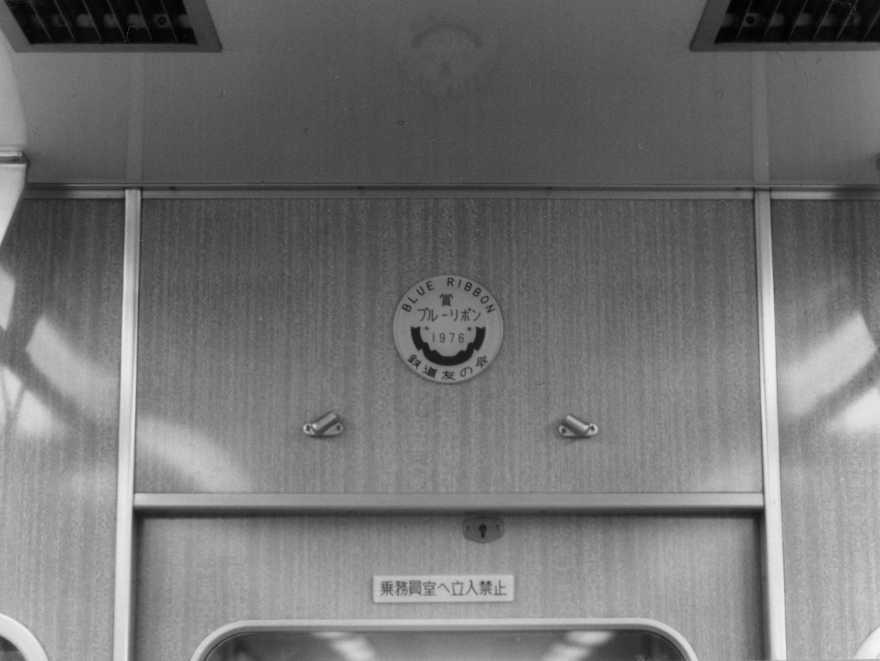
阪急初のブルーリボン賞のプレート （1984.1.2梅田にて）
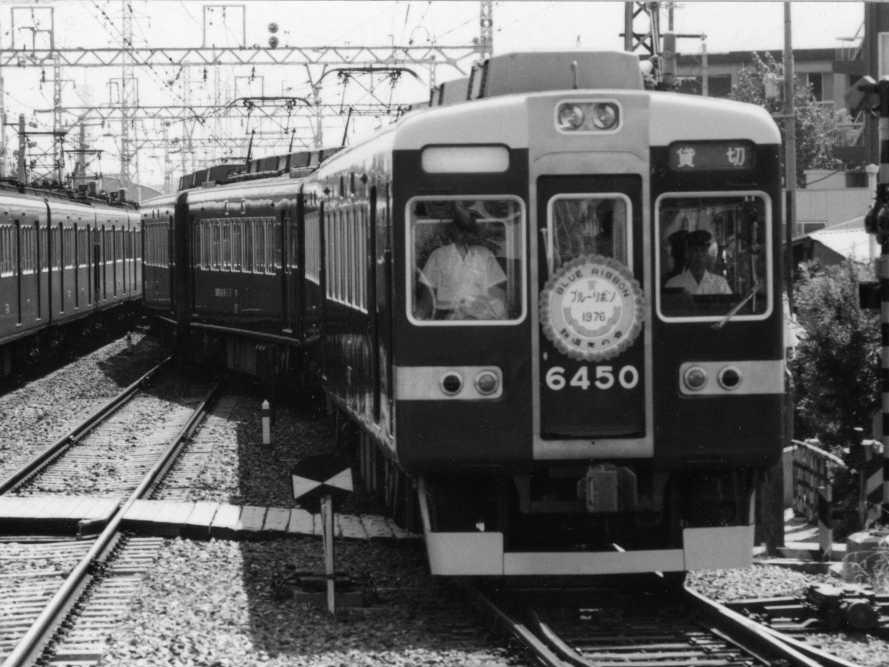
ブルーリボン賞受賞記念列車 （1976.8.1正雀にて）

## 車両概説

### 車体
構体は普通鋼製で、寸法は堺筋線への入線を考慮しない京都線専用としてP-6に準じ、全長19,000 mm・車体幅2,800 mmとなり、阪急の高性能車では最大となった 。
片側2箇所の両開き扉を両端に寄せ、扉間に転換クロスシートを配置した 。扉間には2連式の一段下降窓を配置、寸法は従来車より上に30 mm、下に20 mm拡大した。
塗装はマルーンを基本に、屋根肩部分にアイボリーを入れて特急車としてのイメージを強調した。屋根塗装はマルーンを引き立たせる目的で採用されたが、スイスの登山電車における赤い車体・白い屋根の配色が発想の原点となっている。当初は屋根全体をアイボリーで塗装していたが、運用開始後の工場入場時に手違いで屋根が従来車と同じ灰色で塗装された際、かえって減り張りが効くとして踏襲され、以降はアイボリーの鉢巻塗装となった。アイボリー塗装は8000系以降の新造車で標準となり、後に6000系・7000系や5000系リニューアル車にも採用された。
竣工当初の塗り分け線は前面の種別・行先表示器部分にかかり、途切れて見栄えが良くなかったことから、6351Fで正面の塗り分け線の位置を20 mm程度高くする変更テストを行った。検討の結果、塗り分け線の位置を車両全周にわたって高めることとし、後に当系列全車が変更された。
計画段階では前面ガラスをパノラミックウィンドウにする案もあったが、前面形状は従来からの阪急スタイルを大きく変えた2200系と同一仕様ではあるものの、貫通扉から前照灯、尾灯・標識灯回りをステンレス製の飾り板付きとして差別化を図った。
前面の種別・行先表示器は2200系と同様に、左（車掌台側）が行先表示器で、右（運転台側）が種別表示器として配置されている。これは、堺筋線直通車としても運用されている3300系などの行先表示器が車掌台側に設置されているのに合わせたためである。これらの表示器の位置は2200系以降の通勤車より20 mm程度上に設置されている。
乗務員室の拡大で直後の客室は戸袋部を含めて窓のない壁となり、「H」のイニシャルマークが装着された。マークは当初「阪急」と漢字での表記が検討されたが、最終的には阪急百貨店の女性従業員がつけていたブローチをモチーフとしてデザインされた。

### 内装

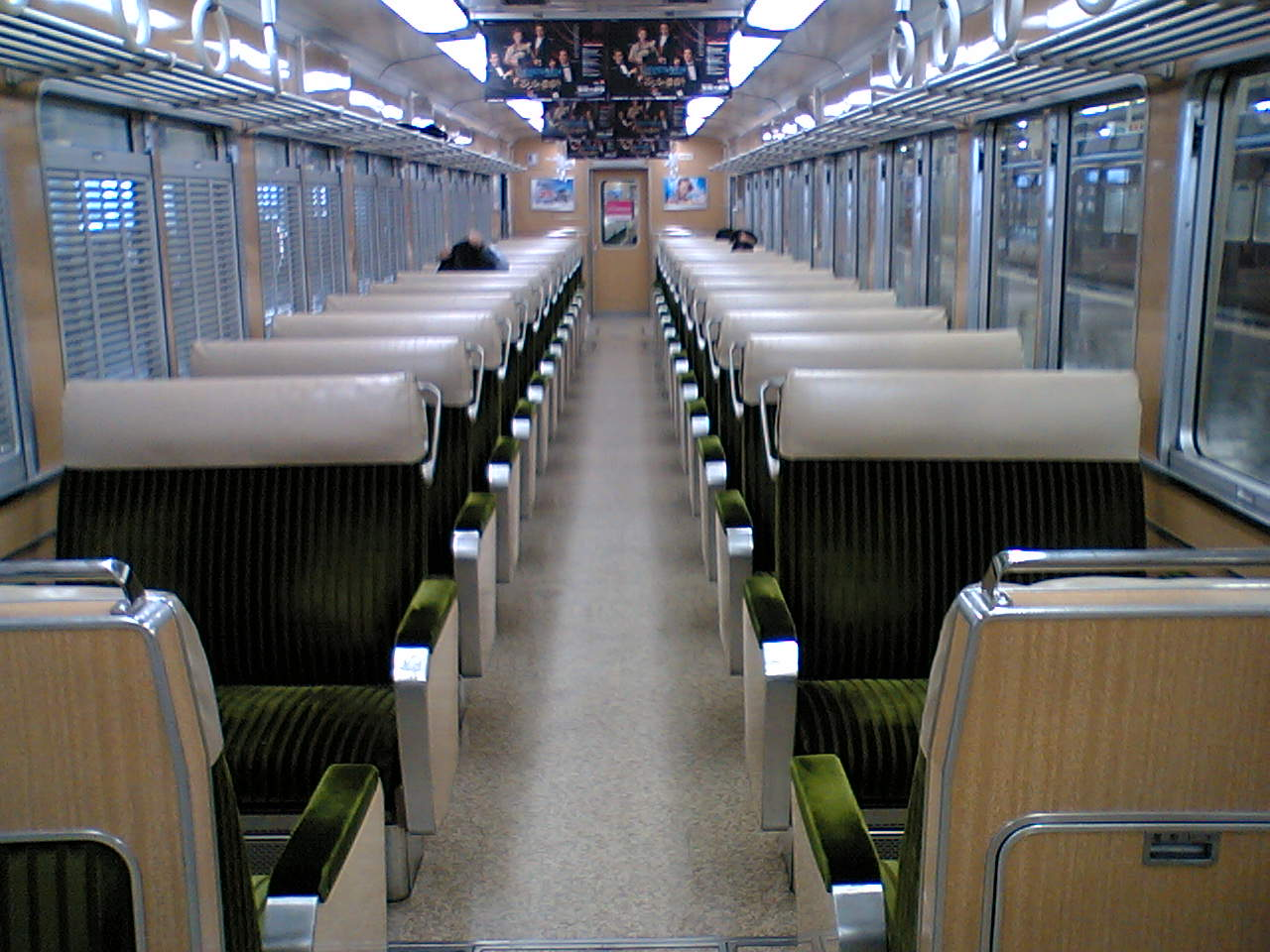
京都線特急運用時代の車内

主に特急で使用されることから、座席は運転室直後の2人掛けロングシート以外は全席クロスシートとしている。クロスシートは扉に接する部分以外は全て転換式で、終点での折り返しの際には運転室のスイッチ操作で一斉転換が可能である。また、ラッシュ時以外は扉部分に設けられた補助席を使用できる。また、切妻部の窓が廃止されて長距離列車の趣きも備える。
座席表地は一般車と同じゴールデンオリーブ（緑）色であるが、段織モケットとして差別化を図った。クロスシート上部にはレザー製のカバーが装着されている。座席の袖はデコラ張りとされた。
落成当初車内吊り広告はなかったが、1989年から掲出を開始した。広告は他系列と異なり片面1種類のものが使用され、数は一般車が1両あたり6列に対し4列と少ない。また、各扉上の広告・路線図掲示スペースは、他系列では出っ張りであるが、本系列だけは窪んでおり、扉上部のカバーを開けて内側から取り替える。

#### 乗務員室
運転台の主幹制御器は、2200系と同様にワンハンドル式が採用された。導入に際しては、開発した東京急行電鉄（8000系）や後発の京王帝都電鉄（6000系）、京成電鉄（AE形）、東京都交通局（10-000形）の協力を得ており、当時の阪急社員・労働組合、車両担当の技術者が実際に前述の4社で操作を体験している（会社名は当時）。阪急では歴史的な経緯より主幹制御器の電源操作は、京都線車両（地方鉄道）では逆転ハンドルの着脱、神宝線車両（軌道線）は鍵式であったが、ワンハンドル式の採用を機に鍵式で統一された。
本系列の導入当時、特急に充当されていた2800系では主幹制御器とブレーキが分離しているツーハンドル式であり、さらに当時の特急の停車駅は梅田方面から十三駅・大宮駅・烏丸駅のみであり、十三駅 - 大宮駅間では運転士が約30分もの間左手で主幹制御器ハンドルを握り続けなければならなかった（定速制御装置により105km/h以上を出すにはマスコンを押し込んで回す必要があり、手を離すと速度が落ちると同時に、デッドマン装置が作動してしまう）ことで、運転操作上安全性に問題があるとされたことから、ワンハンドル式が導入された。
また、ハンドル右側に電気笛の押しボタンが設置されている。握り棒下部の灰色のレバーがデッドマンスイッチとなっており、左右いずれかでハンドルを握っていればデッドマン装置は作動しない。

### 主要機器
設計当時の京都線一般車である5300系を基本としている。
走行機器は5300系と共通の東洋電機製造製で、制御方式は抵抗制御 (ES767) 、主電動機は出力140kW (TDK8550-A) ×4、駆動方式はTD平行カルダン駆動方式（一部資料ではWN駆動方式）を採用する。
ブレーキ装置は発電ブレーキ併用電気指令式ブレーキ（HRD-1D）を装備する。
パンタグラフは下枠交差式で、中間電動車の6800形に各2基が搭載される。

## 形式
- 6350形 (Tc) （6350 - 6357、8両）

大阪梅田方の先頭に連結される制御車。
- 6450形 (T'c) （6450 - 6457、8両）

京都河原町方の先頭に連結される制御車。
- 6800形 (M) （6800 - 6807、6810 - 6817、16両）

6900形とユニットを組む中間電動車。パンタグラフと制御器を搭載。
- 6900形 (M') （6900 - 6907、6910 - 6917、16両）

6800形とユニットを組む中間電動車。電動発電機 (MG) と空気圧縮機 (CP) を搭載。
- 6850形 (T) （6850 - 6857、6860 - 6867、16両）

付随車。運転に必要な機器は搭載されていない。
編成は同時期に登場した神戸線2200系と共に阪急では初めて両端の先頭車が付随車となった。制御車(Tc)・電動車(M・M’)・付随車(T)の3つで構成されており、この構成は後に2013年に登場した1000系・1300系でも採用されている。
2017年9月に新形式呼称が制定され、残存している形式の呼称が変更された。6350形・6450形は一括して「Tc6350形」、6800形は「M6800形」、6900形は「M6900形」となった。
以下は6330形（6330系）の形式である。いずれの形式も新形式呼称の制定より前に廃車となり消滅している。
- 6330形 (Mc) （6330、1両）

6330Fの大阪梅田方先頭に連結される制御電動車。6930とユニットを組む。パンタグラフと界磁チョッパ制御器を搭載。
- 6430形 (M'c) （6430、1両）

6330Fの京都河原町方先頭に連結される制御電動車。6830とユニットを組む。MGとCPを搭載。
- 6930形 (M') （6930、1両）

6330とユニットを組む中間電動車。MGとCPを搭載。梅田方から2両目に連結。
- 6830形 (M) （6830、1両）

6430とユニットを組む中間電動車。パンタグラフと界磁チョッパ制御器を搭載。
- 6950形 (T) （6950・6960・6970・6980、4両）

付随車。6850形よりわずかに軽量化されている。

## 製造

### 6350 - 6357編成
6300系は1975年から1978年までの間に合計8両編成8本の64両が製造された。編成は4M4Tで、両先頭車が制御車となっている。制御方式は当時新製されていた5300系と同じく発電ブレーキ付きの抵抗制御である。
| ← 大阪京都 → | ← 大阪京都 → | ← 大阪京都 → | ← 大阪京都 → | ← 大阪京都 → | ← 大阪京都 → | ← 大阪京都 → | ← 大阪京都 → | 竣工           |
| Tc           | M            | M'           | T            | T            | M            | M'           | Tc           |                |
| 6350         | 6800         | 6900         | 6850         | 6860         | 6810         | 6910         | 6450         | 1975年7月17日  |
| 6351         | 6801         | 6901         | 6851         | 6861         | 6811         | 6911         | 6451         | 1976年2月25日  |
| 6352         | 6802         | 6902         | 6852         | 6862         | 6812         | 6912         | 6452         | 1976年9月10日  |
| 6353         | 6803         | 6903         | 6853         | 6863         | 6813         | 6913         | 6453         | 1976年11月30日 |
| 6354         | 6804         | 6904         | 6854         | 6864         | 6814         | 6914         | 6454         | 1977年3月31日  |
| 6355         | 6805         | 6905         | 6855         | 6865         | 6815         | 6915         | 6455         | 1977年9月30日  |
| 6356         | 6806         | 6906         | 6856         | 6866         | 6816         | 6916         | 6456         | 1978年1月20日  |
| 6357         | 6807         | 6907         | 6857         | 6867         | 6817         | 6917         | 6457         | 1978年9月25日  |

### 6330編成（6330形）

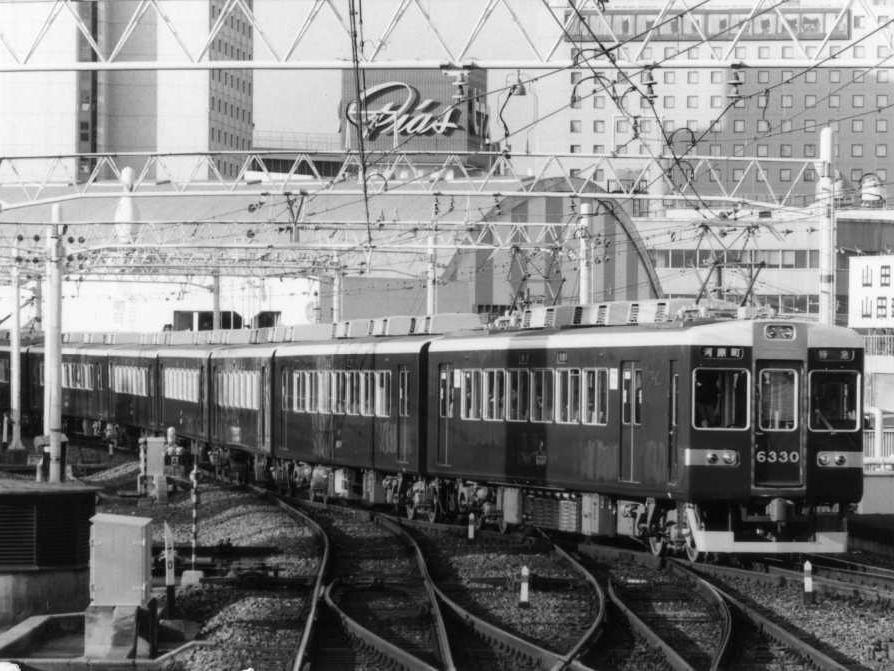
デビュー2日目の6330
（1984.1.2　梅田にて）

1982年11月のダイヤ改正では、高槻市駅・茨木市駅付近の高架化工事（連続立体交差）に伴う徐行運転のために所要時間が延び、運用本数が1本多く必要になった。これに対応するため6300系を1編成増備することとなり、1984年に8両編成1本が追加製造された。当時増備途上の7300系と同じ界磁チョッパ制御を採用し、形式も区別されて6330形または6330系と呼ばれる。
車体は6300系とほぼ同様であるが、前面の種別・行先表示器の高さが20mm下がり、2200系や6000系と同じになった。
制御装置や運転台へのバイパスブレーキボタン、天井空調吹出し口のラインフロー化、貫通ドアのガラス寸法拡大、界磁チョッパ制御など7300系アルミ車に準じた仕様となっている。座席袖はモケット張りに変更、補助椅子は運転台からの操作で一斉に施錠・解錠が可能となった。
電動車は編成両端に組成され、両先頭車は制御電動車とされた。先頭電動車の車両番号は、20番台を飛ばして30番台の6330・6430とされた。当時は10両編成運転が2両増結・10両固定の両面で検討されており、固定10両編成が採用された際は6300系に6820・6920を組み込むと想定していたためである。6330形では6840・6940を組み込むとしていた。
主要機器は7300系と同様の界磁チョッパ制御 (ES773-E-M) を採用し、主電動機出力も150kW (TDK8580-A) 、電気指令式ブレーキは電力回生優先ブレーキ付きのHRDA-1となっている。駆動方式はWN駆動方式が採用されている。
パンタグラフは制御電動車の6330形と、中間電動車の6830形に搭載される。
6330Fは製造所のアルナ工機から国鉄線を甲種輸送された最後の阪急車両でもあった。1編成しかないことから嵐山線転用の対象外となり、2009年11月30日付けで廃車となった。
| ← 大阪京都 → | ← 大阪京都 → | ← 大阪京都 → | ← 大阪京都 → | ← 大阪京都 → | ← 大阪京都 → | ← 大阪京都 → | ← 大阪京都 → | 竣工         |
| Mc           | M'           | T            | T            | T            | T            | M            | M'c          |              |
| 6330         | 6930         | 6950         | 6960         | 6970         | 6980         | 6830         | 6430         | 1984年1月1日 |

## 改造工事など

### ドアカット対応
西院駅・大宮駅ではホーム有効長が7両分しかなかったため、ドアカットスイッチが設けられていた。このドアカットは上り・下りとも進行方向の最後尾車両のみで両先頭車の扉の戸袋部分にドアカットする旨を表示したステッカーが貼付されていた。
1986年までに両駅のホーム延伸が完了してドアカットは解消、装置は撤去された。

### 種別表示幕の変更
種別表示幕の「急行」の表示については、2200系と同様に当初は白地に赤文字の表示（「特急」の反転）であったが、1982年に黒地にオレンジ文字の表示に変更された。
しかし、黒地に白文字の「普通」表示と区別しにくいとの苦情を受け、「急行」表示は1992年に現行の急行
と同じオレンジ地に黒文字に変更された。

### 公衆電話設置
1987年には、全編成の京都方先頭車の連結部にカード式公衆電話が設置された。特別料金不要の列車への採用は日本初である。
長きにわたって設置され続けたが、2012年3月31日のmovaサービス終了に伴いPDCを利用した列車電話のサービス提供ができなくなることから阪急電鉄でもサービス提供を終了することとし、後に設置されていた全ての列車電話が撤去された。

### 社章変更と小窓設置
1992年9月のCI導入による新社章制定により、旧社章と「H」のイニシャルは撤去されて新社章のステッカーが貼付された。
1994年から翌年にかけて乗務員室後方に縦長の小窓を設置する改造が施工された。その理由は、「格好ばかりで窓がないのはけしからん」という乗客からの声が新聞の投書欄に掲載されたためである。小窓は7300系などとは異なり、複層ガラスを使用した固定窓となっている。

### 連結器交換
1996年頃、6330Fの両先頭車の並形自動連結器が密着連結器に交換された。連結器交換は6350F、6353Fでも実施されている。

### 嵐山線転用改造
6351F - 6353Fの3本は、2008年から2009年にかけて嵐山線向けに4両編成に変更し、内装などをリニューアルした。リニューアル車両は2009年4月2日より嵐山線で営業運転を開始し、同線で運用されていた2300系を置き換えた。
編成は従来の8両固定編成から、中間付随車と京都方の電動車ユニットを外した4両編成となった。観光客の利用が多い路線での運用となるため、リニューアル後は2扉セミクロスシートとなった。
乗降扉の窓ガラスは下方に拡大、社章はステンレス切り抜き式に変更され、旧社章の場所と同じく車両番号の上部に移動した。車内は内装を中心にリニューアルされ、座席は9300系に準じた転換クロスシートながら1列・2列配置となり、自動転換装置は撤去、中央の6脚以外は仕切り付きのロングシートとなった。内張りは濃い色調になり、出入口にはスイープファンを設置、日除けは下降式ロールカーテンに変更、吊り革も増設され、荷棚の形状も変更された。
窓ガラスは全て緑がかったUVカットガラスに交換、床材は他の床材更新車と同じタイル状の模様が入るものとなった。カード公衆電話、補助座席は撤去された。性能面での変更はないが、保安度向上のため6450形に空気圧縮機が増設された。
冷房装置のカバーは当初未交換であったが、後年の検査の際に交換された。2014年には全編成の前照灯が白色LEDに変更されている。
2020年3月14日より9300系と同様の自動放送が開始された。
リニューアル竣工
| ← 桂嵐山 → | ← 桂嵐山 → | ← 桂嵐山 → | ← 桂嵐山 → | 竣工       |
| Tc         | M          | M'         | T'c        |            |
| 6351       | 6801       | 6901       | 6451       | 2009年2月  |
| 6352       | 6802       | 6902       | 6452       | 2009年4月  |
| 6353       | 6803       | 6903       | 6453       | 2008年11月 |

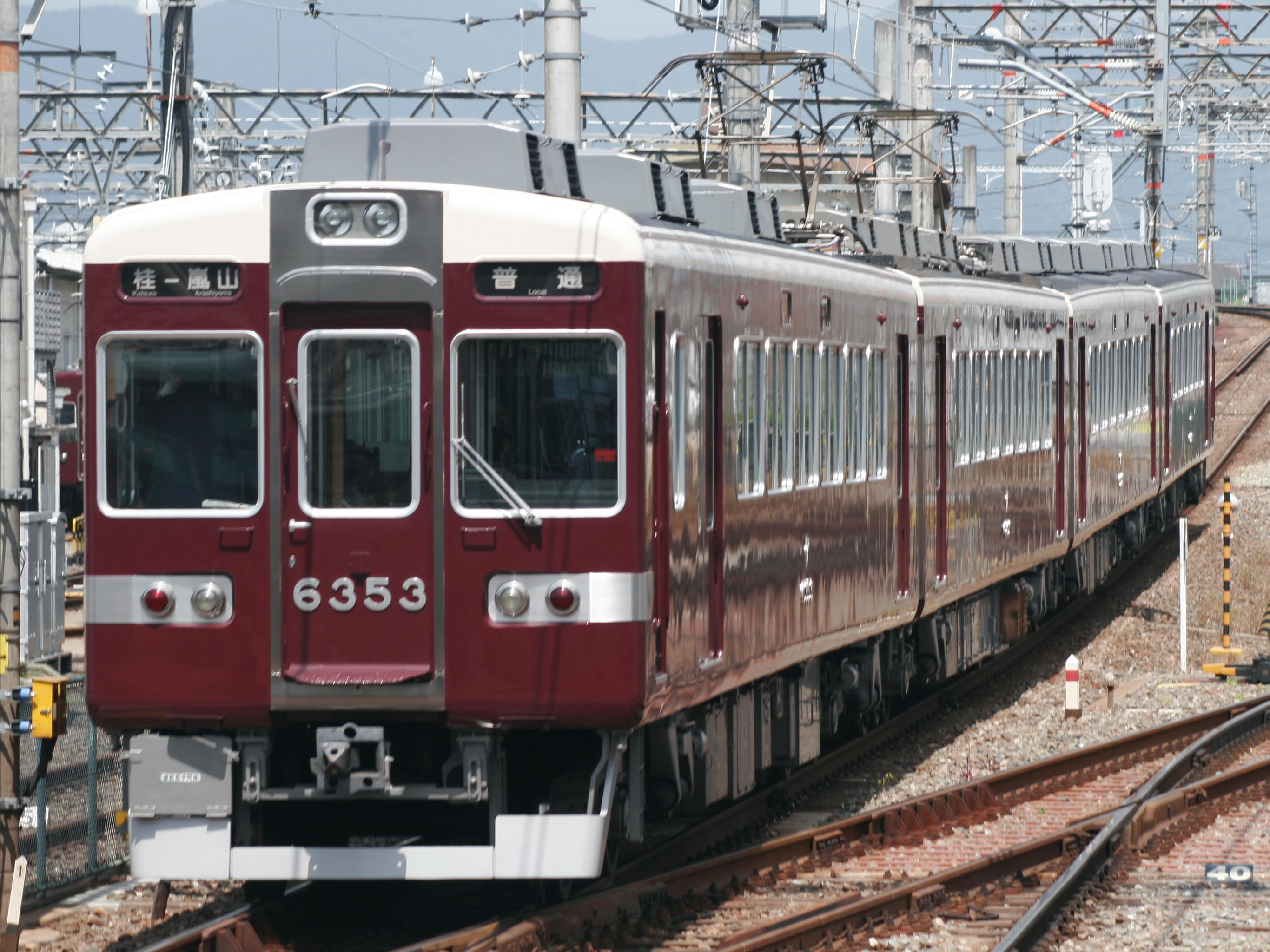
嵐山線用の6353F （2009年4月15日 桂駅）
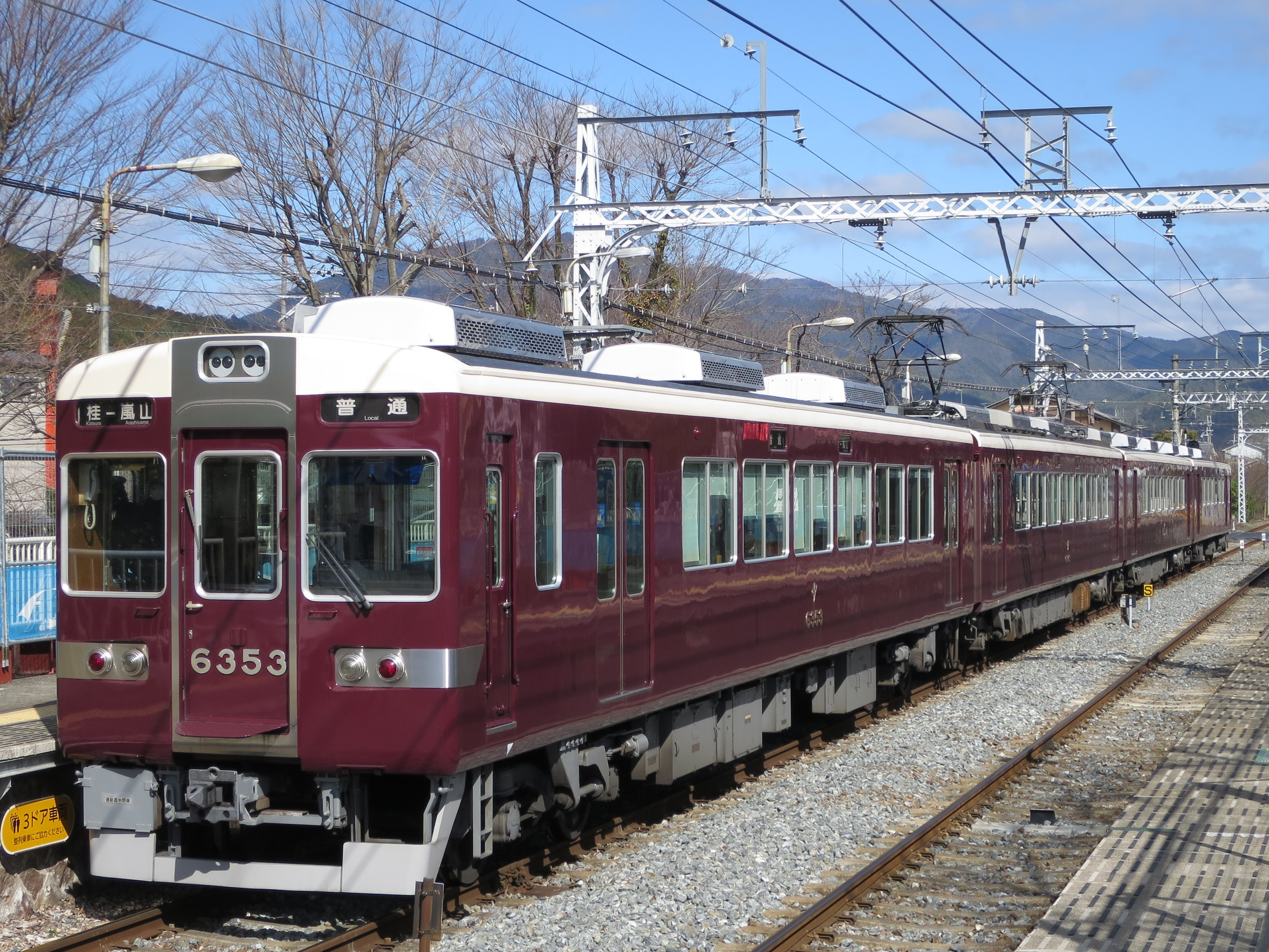
前照灯のLED化、クーラが更新された6353F （2016年3月21日 松尾大社駅）
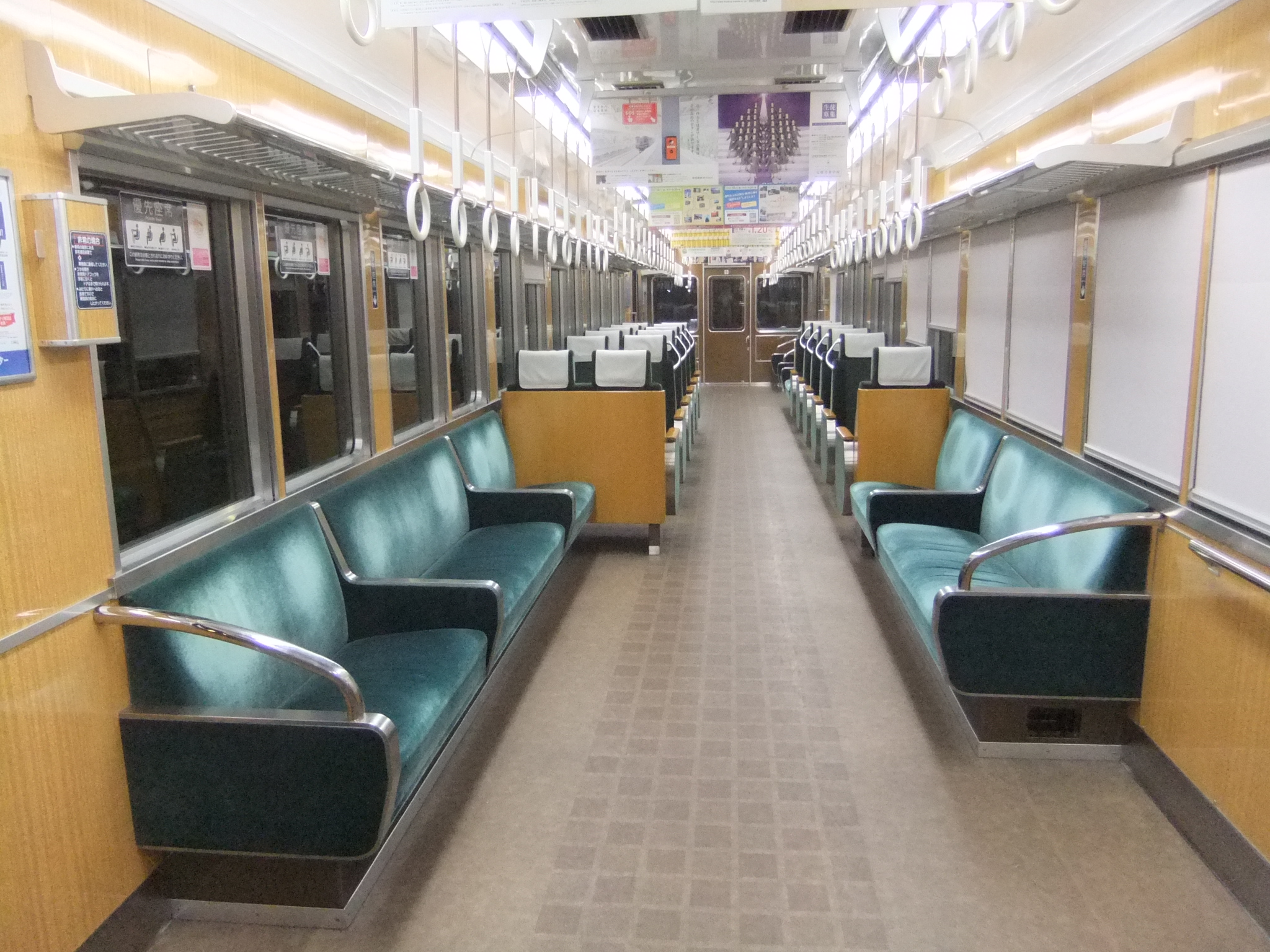
嵐山線用車内

### 観光列車「京とれいん」への改造

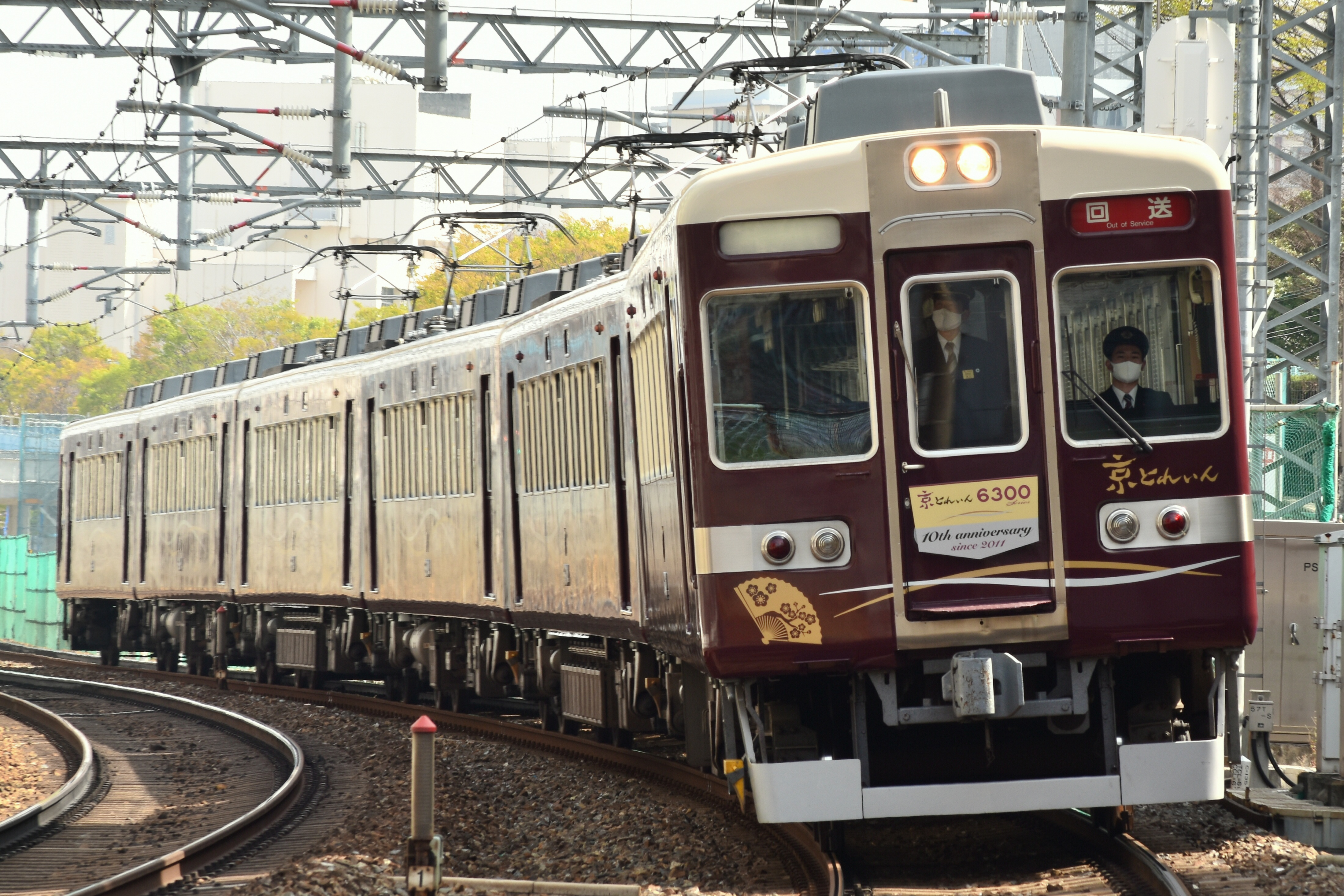
「京とれいん」の6354F
（2021年3月27日 崇禅寺駅－南方駅間）

2011年3月より、6354Fの8両編成が6両編成に短縮の上、内装を京町家風に改装する工事が実施され、「京とれいん」として梅田駅 - 嵐山駅間の臨時快速特急で運行を開始した。同年5月14日ダイヤ改正後の土曜・休日ダイヤにおいて、梅田駅 - 河原町駅間の快速特急で定期運行を開始した。
2022年12月17日のダイヤ改正に先立ち、2022年12月11日で運行を終了した。

## 車体装飾
2003年から2004年にかけて、神戸・宝塚・京都の各線で沿線ラッピング列車が運行され、京都線では6355Fに施工された。京都側先頭車の6455には、金閣・祇園祭等の京都の名物が描かれていた。

## 運用
阪急京都線の看板車両として、特急・通勤特急運用を中心に重用された。特急運用の合間や早朝、夜間、朝ラッシュ時の快速急行、急行運用および日中の急行運用に使用されることもあったが、沿線人口の増加と通勤距離の短縮に伴い、晩年は早朝の茨木市発河原町行快速急行2本のみとなった。また、早朝と深夜には桂車庫に入・出庫するための送り込み列車として普通（各駅停車）にも充当された。
1989年には京都線特急が従来の日中15分間隔から20分間隔での運転に変更され、余剰となった6300系が急行でも運用されるようになった。1997年3月のダイヤ改正での高槻市駅停車を皮切りに、2001年3月のダイヤ改正で京都線特急は停車駅を増やし、10分間隔での運転となった。これによって京都線特急の所要本数が更に増加し、6300系だけでは全運用を賄い切れず8300系など一般車の充当も常態化した。また、途中停車駅の増加によって混雑も激しくなった上、2扉クロスシートの6300系では途中駅の乗降に時間を要することから遅延も発生しやすくなった。
2002年には国土交通省によるモデル調査を受け入れる形で5号車（梅田方から5両目の車両）を女性専用車両とし、当初は6300系で運転される平日ダイヤ終日の特急・快速特急・通勤特急に限って設定していた。
2003年に3扉クロスシートの9300系を投入してからは、京都線特急は6300系と9300系の2系列での運用となった。2007年3月のダイヤ改正で淡路駅に特急が停車するようになると、主に遅延防止の観点から運用が削減され、6351F・6356Fが定期運用を離脱し、桂車庫で休車となった。その後、特急のスピードアップが計画され、全車の9300系への置き換えが決定した。2008年7月からは女性専用車両が9300系で運転される平日ダイヤの特急・通勤特急にも拡大された。
6351F、6352F、6353Fの4両編成3本は嵐山線に転用され、ドアや化粧板の交換、クロスシート部の横2列+1列化などのリニューアル改造を受けた上で、2009年4月2日より運用を開始している。これに先立って2008年10月29日に6355Fが4・5号車を抜いた6両編成で嵐山線に入線している。
2009年度内に京都線6300系を9300系に置き換えることが公表され、9300系第11編成の9310Fの登場により、6300系の本線運用は2010年1月8日をもって一旦終了した。2月21日から同月28日まで6350Fが引退記念運行として最後の京都本線特急運用に充当され、24日からは惜別ヘッドマークが掲出された。
その後、6350Fは6両編成に減車のうえ、2010年春の行楽期に梅田駅 - 嵐山駅間の臨時快速特急の運用に就いた。
2011年3月19日からは前述の京風リニューアルを施された6354F（「京とれいん」）が梅田駅 - 嵐山駅間の快速特急として運用を開始した。また、同年5月14日からは土休日に梅田駅 - 河原町駅間の快速特急として定期運用を開始した。
2019年1月19日のダイヤ改正では、十三駅へのホームドア設置により、ドア位置の異なる6354F「京とれいん」は十三駅を通過扱いとする「快速特急A」に充当されている（検査などで他の車両が代走した場合でも十三駅は通過扱いとなる）。運用本数もそれまでの4往復から3往復に減便された。
2022年12月17日のダイヤ改正に先立ち、同月11日の運行を最後に「京とれいん」の運行が終了となり、これによって京都本線および優等列車から完全に撤退した。
先代の2800系とは異なり、両端に扉を配していることから、通勤型車両への改造（3扉化）は行われなかった。このため、8両編成での運用終了後に新設された摂津市駅・西山天王山駅は営業列車での停車実績はない。

## 廃車

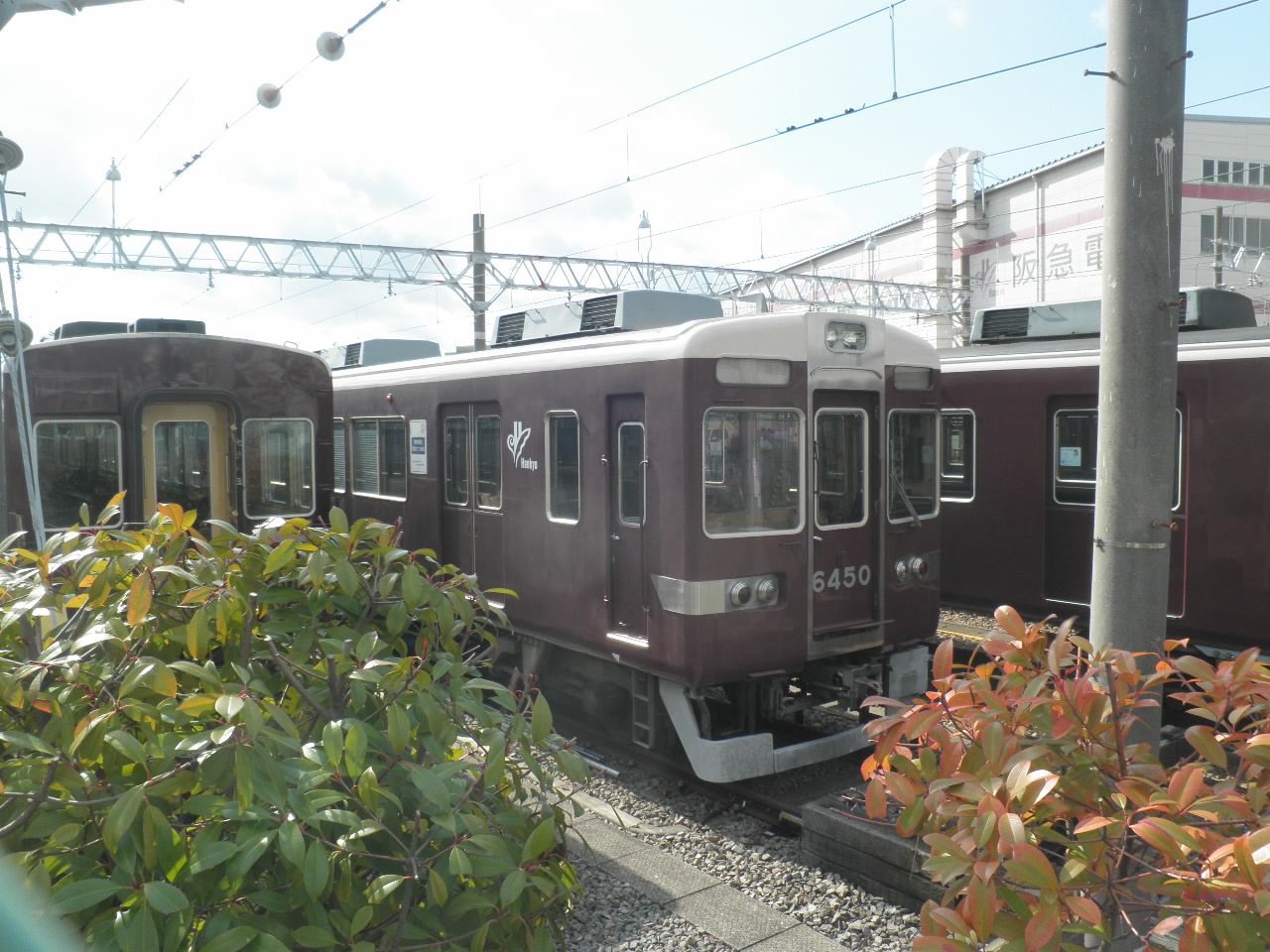
正雀車庫に留置されていた6350F（現在は6350のみ残存）

6351F・6356Fは2007年3月の京都線ダイヤ改正以降は休車となっていたが、2008年7月15日付で6356Fのうち6456を除く7両が廃車され、本系列で初の廃車となった。6456も2010年4月23日付で廃車となっている。
その後、嵐山線転用で余剰となった車両のうち、2008年11月15日付で6351Fと6353Fの中間車4両が、2009年5月28日付で6352F中間車4両が2300系2319Fとともに廃車となった。続いて、同年9月11日付で6355Fが、同年11月30日付で6357Fと6330Fが、2011年10月13日付で6350Fの6850・6860、6354Fの6854・6864がそれぞれ廃車され、「京とれいん」に改造された6354F（6両）と嵐山線転用車以外は全車が廃車となった。これにより、中間付随車の6850形は形式消滅となった。
6350Fは、2010年の6両編成への減車と臨時列車運用後は正雀車庫で休車となっていたが、2016年2月に6350号車を除く5両が解体のため搬出された。なお、6両とも2016年3月2日付で廃車となっている。6350号車は引き続き正雀車庫にて保管されている。
「京とれいん」に改造された6354Fは2022年の定期運用終了後は休車となり、正雀車庫内でのイベントに使われた後、2023年11月16日付で4050形（4052・4053）とともに廃車された。

## 編成表

### 本線特急時代
2006年4月1日現在。
| ← 梅田河原町 → | ← 梅田河原町 → | ← 梅田河原町 → | ← 梅田河原町 → | ← 梅田河原町 → | ← 梅田河原町 → | ← 梅田河原町 → | ← 梅田河原町 → | 廃車                                                                        | 備考                     |
| Tc             | M              | M'             | T              | T              | M              | M'             | T'c            |                                                                             |                          |
| 6350           | 6800           | 6900           | 6850           | 6860           | 6810           | 6910           | 6450           | 2011年10月13日（6850・6860） 2016年3月2日 （6350-6800-6900-6810-6910-6450） | 6350号は正雀車庫にて保管 |
| 6351           | 6801           | 6901           | 6851           | 6861           | 6811           | 6911           | 6451           | 2008年11月15日 （6851-6861-6811-6911）                                      |                          |
| 6352           | 6802           | 6902           | 6852           | 6862           | 6812           | 6912           | 6452           | 2009年5月28日 （6852-6862-6812-6912）                                       |                          |
| 6353           | 6803           | 6903           | 6853           | 6863           | 6813           | 6913           | 6453           | 2008年11月15日 （6853-6863-6813-6913）                                      |                          |
| 6354           | 6804           | 6904           | 6854           | 6864           | 6814           | 6914           | 6454           | 2011年10月13日 （6854-6864）                                                |                          |
| 6355           | 6805           | 6905           | 6855           | 6865           | 6815           | 6915           | 6455           | 2009年9月11日                                                               |                          |
| 6356           | 6806           | 6906           | 6856           | 6866           | 6816           | 6916           | 6456           | 2008年7月15日 （6356-6806-6906-6856-6866-6816-6916） 2010年4月23日（6456）  |                          |
| 6357           | 6807           | 6907           | 6857           | 6867           | 6817           | 6917           | 6457           | 2009年11月30日                                                              |                          |
| Mc             | M'             | T              | T              | T              | T              | M              | M'c            |                                                                             |                          |
| 6330           | 6930           | 6950           | 6960           | 6970           | 6980           | 6830           | 6430           | 2009年11月30日                                                              |                          |

### 転用・改造工事後
令和元年(2019年)8月1日現在。
| ← 梅田河原町・嵐山 → | ← 梅田河原町・嵐山 → | ← 梅田河原町・嵐山 → | ← 梅田河原町・嵐山 → | ← 梅田河原町・嵐山 → | ← 梅田河原町・嵐山 → | 廃車          |
| Tc                   | M                    | M'                   | M                    | M'                   | T'c                  |               |
| 6354                 | 6804                 | 6904                 | 6814                 | 6914                 | 6454                 | 2023年11月8日 |

| ← 桂嵐山 → | ← 桂嵐山 → | ← 桂嵐山 → | ← 桂嵐山 → | 備考 |
| Tc         | M          | M'         | T'c        |      |
| 6351       | 6801       | 6901       | 6451       |      |
| 6352       | 6802       | 6902       | 6452       |      |
| 6353       | 6803       | 6903       | 6453       |      |